# Klaus Schwab
Klaus Schwab, nemški ekonomist, * 30. marec 1938.
Je ustanovitelj Svetovnega ekonomskega foruma v Davosu.

## Odlikovanja in nagrade
Leta 1997 je prejel častni znak svobode Republike Slovenije z naslednjo utemeljitvijo: »za prizadevanja in osebni prispevek pri mednarodnem uveljavljanju Republike Slovenije«.